# الدورة الثانية للبرلمان الأوروبي
 
بدأت الدورة الثانية للبرلمان الأوروبي في انتخابات عام 1984 واستمرت حتى انتخابات 1989.